# 莫斯巴赫 (奥地利)
莫斯巴赫是奥地利上奥地利州因河畔布劳瑙县的一个市镇。总面积19.09平方公里，总人口918人，人口密度48.1人/平方公里（2005年）。